# Brighter Than a Thousand Suns
Albums de Killing Joke
Night Time Outside the Gate
Brighter Than a Thousand Suns est le 6e album studio du groupe de post-punk Killing Joke. Son titre provient de la description, par un témoin survivant japonais, de l'explosion atomique de la bombe américaine sur la ville d'Hiroshima.
L'album dénote un changement radical dans le style du groupe, qui s'écarte délibérément du post-punk brutal et vindicatif de ses débuts pour se rapprocher de la new wave très à la mode à l'époque. Logiquement, les synthétiseurs sont très présents, et la voix de Jaz Coleman est globalement très douce.

## Liste des morceaux
| No  | Titre                                                 | Durée |
| --- | ----------------------------------------------------- | ----- |
| 1.  | Adorations                                            |       |
| 2.  | Sanity                                                |       |
| 3.  | Chessboards                                           |       |
| 4.  | Twilight of the Mortal                                |       |
| 5.  | Love of the Masses                                    |       |
| 6.  | A Southern Sky                                        |       |
| 7.  | Victory                                               |       |
| 8.  | Wintergardens                                         |       |
| 9.  | Rubicon                                               |       |
| 10. | Goodbye to the village (sur la version CD uniquement) |       |
| 11. | Exile (sur la version CD uniquement)                  |       |